# Wojciech Polak
Wojciech Polak (Inowrocław, 19 dicembre 1964) è un arcivescovo cattolico polacco, dal 17 maggio 2014 arcivescovo metropolita di Gniezno e primate della Polonia.

## Biografia
Wojciech Polak è nato il 19 dicembre 1964 ad Inowrocław, nel Voivodato della Cuiavia-Pomerania, in Polonia. È cresciuto nel villaggio di Suchatówka, in provincia della città di Gniewków. Dopo aver frequentato la scuole primarie, si è diplomato nel 1983 presso il liceo di Toruń.

### Formazione e studi
Ha intrapreso il percorso di formazione sacerdotale studiando filosofia e teologia presso il Seminario dell'Arcidiocesi di Gniezno dal 1983 al 1988. Ha in seguito conseguito un master in teologia morale presso la Pontificia Facoltà di Teologia di Poznań.
È stato ordinato presbitero il 13 maggio 1989 nella Cattedrale di Gniezno, dal cardinale Józef Glemp, primate di Polonia. Ulteriori studi in teologia morale hanno avuto luogo tra il 1991 e il 1995, presso l'Accademia alfonsiana, istituto superiore di teologia morale della Pontificia Università Lateranense, a Roma. Nel 1993, ha conseguito la licenza e nel 1996 il dottorato con una tesi intitolata Chiesa, peccato, riconciliazione. Il rapporto tra l'ecclesiologia e la dimensione ecclesiale del peccato e della riconciliazione nell'insegnamento del magistero postconciliare.

### Ministero sacerdotale
Ha svolto il suo primo incarico ecclesiastico dal 1989 al 1991 in qualità di parrocchiale della parrocchia di Bydgoszcz. Allo stesso tempo ha svolto il ruolo di segretario del vescovo ausiliare di Gniezno Jan Wiktor Nowak (allora vicario episcopale per la città di Bydgoszcz).
Nel 1995, è divenuto prefetto e professore di teologia morale presso il Seminario dell'Arcidiocesi di Gniezno. L'anno successivo, il 1996, ha preso tenuto di teologia morale generale e speciale nel Seminario Maggiore dei Missionari dello Spirito Santo di Bydgoszcz. Nel 1998 è stato professore assistente presso il Dipartimento di Teologia Morale e Spiritualità della Facoltà di Teologia dell'Università Adam Mickiewicz di Poznań. Dal 1999 al 2003 ha ricoperto la carica di rettore del Seminario di Gniezno. Nel 1999 è stato avvocato e decano della Facoltà di Teologia dell'Università Adam Mickiewicz a Gniezno.
In qualità di Rettore del Seminario è entrato entrò a far parte del Consiglio pastorale e del Consiglio presbiterale diocesani, in cui ha servito come segretario, essendo inoltre membro del Collegio dei Consultori. Ha ricoperto anche la carica di vice direttore della rivista "Studia Gnesnensia". Infine, è stato rettore della chiesa di San Giorgio di Gniezno e canonico del capitolo collegiale di cui, nel 2003, è stato nominato prevosto.

### Ministero episcopale

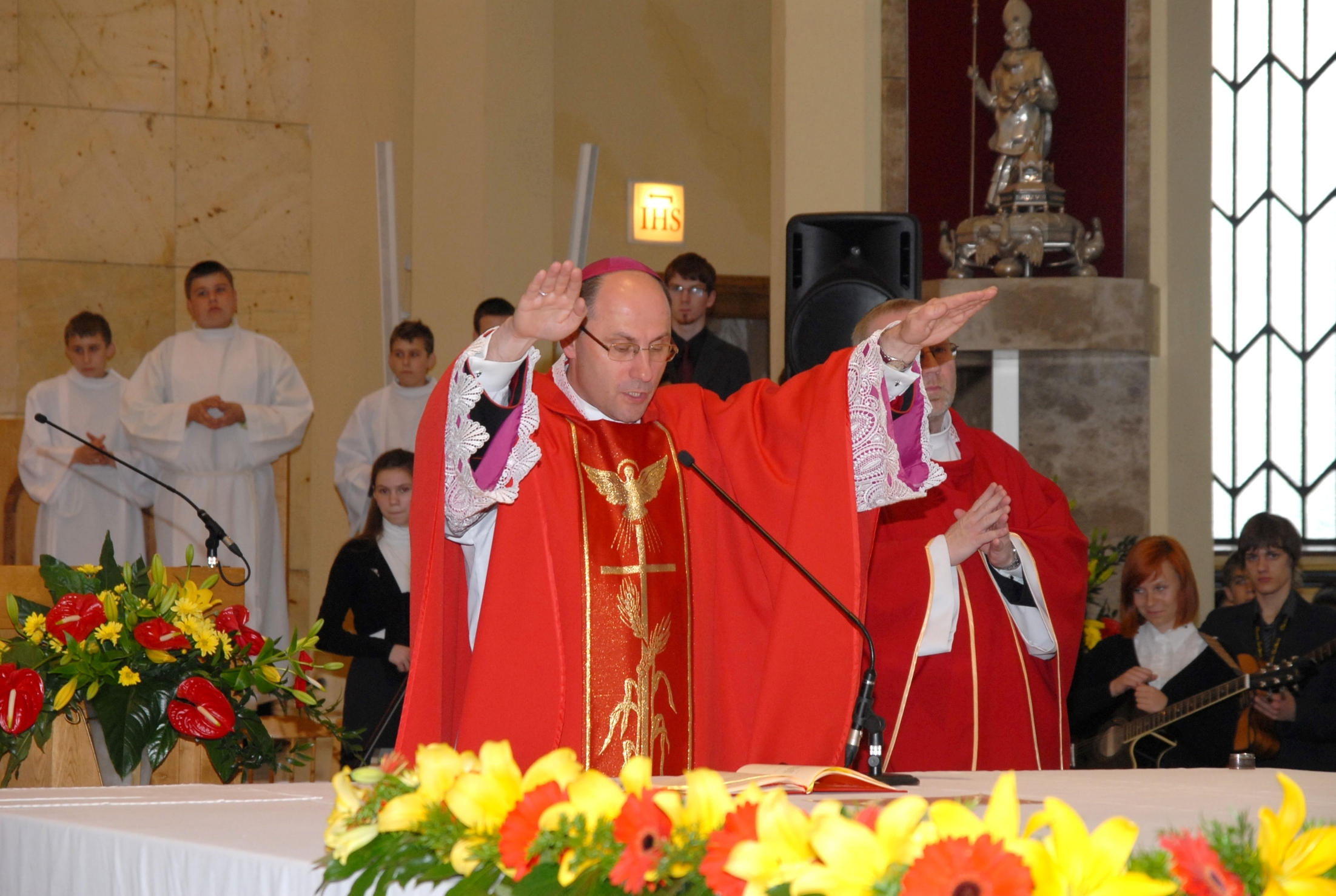
Wojciech Polak durante una celebrazione liturgica nel 2010

Papa Giovanni Paolo II, l'8 aprile 2003, lo ha nominato vescovo titolare di Monte di Numidia, e contemporaneamente vescovo ausiliare di Gniezno. La sua consacrazione episcopale è avvenuta il 4 maggio 2003, nella Cattedrale di Gniezno, per mano di Henryk Józef Muszyński, arcivescovo di Gniezno. Co-consacranti sono stati Stanisław Gądecki, arcivescovo di Poznań e Bogdan Józef Wojtuś, vescovo titolare di Vassinassa ed ausiliare di Gniezno. Come suo motto episcopale ha scelto Dominum confiteri Iesum. Nel maggio 2003 è stato nominato vicario generale dell'arcidiocesi. Nell'arcidiocesi, ha ricoperto i ruoli di presidente del dipartimento di catechesi nelle scuole cattoliche, presidente del dipartimento per gli affari religiosi e presidente del dipartimento di pastorale giovanile. È stato anche direttore degli studi pastorali dell'arcidiocesi per i sacerdoti e membro del programma di studio, nonché presidente del comitato di redazione del primate "Publishing Gaudentinum", e dopo la riorganizzazione del Presidente della "Economics Publishing".
Dal 2011 al 2014, ha ricoperto la carica di segretario generale della Conferenza Episcopale della Polonia. Nel 2009 è divenuto membro del Consiglio permanente come uno dei due vescovi ausiliari, nel 2011 è nominato segretario generale della CEP e nel 2014 ne diviene primate. Come segretario generale della CEP ha ricevuto l'adesione ufficiale nel comitato misto di rappresentanti del governo. Nel 2005 è stato eletto delegato per le vocazioni, e nel periodo tra il 2009 e il 2011 è stato delegato per la pastorale della emigrazione polacca. Nel 2013, è stato presidente della commissione per le relazioni con la Chiesa ortodossa russa. In aggiunta a questo è membro della commissione del Clero, della Charity Commission, del Consiglio per la Pastorale giovanile, della squadra di visite del Santo Padre in Polonia nel 2016 e delle celebrazioni nazionali per il Comitato di organizzazione per il 1050º anniversario del Battesimo della Polonia nel 2016. È diventato anche membro del Consiglio di Amministrazione della Fondazione "Bedrock" vigilanza.
Ha partecipato allo sviluppo di codici di condotta per la chiesa con accuse al clero di atti di pedofilia, adottata dalla Conferenza Episcopale della Polonia nel 2009. È coordinatore del lavoro sulla preparazione dei messaggi dal polacco al russo (2012) e dal polacco all'ucraino (2013).
Tra il 2006 e il 2011, è stato presidente del servizio europeo per le vocazioni, e delegato al Consiglio delle Conferenze Episcopali d'Europa per le vocazioni. Nel 2011, papa Benedetto XVI lo ha nominato membro del Pontificio consiglio della pastorale per i migranti e gli itineranti.
Papa Francesco, il 17 maggio 2014, dopo la rinuncia per motivi di età di età di Józef Kowalczyk, lo ha nominato arcivescovo di Gniezno e primate di Polonia. Il 7 giugno 2014 ha canonicamente preso possesso della Cattedra dell'arcidiocesi di Gniezno. Ha ricevuto il pallio da papa Francesco il 29 giugno 2014 nella Basilica di San Pietro in Vaticano.

## Genealogia episcopale e successione apostolica
La genealogia episcopale è:
- Cardinale Scipione Rebiba
- Cardinale Giulio Antonio Santori
- Cardinale Girolamo Bernerio, O.P.
- Vescovo Claudio Rangoni
- Arcivescovo Wawrzyniec Gembicki
- Arcivescovo Jan Wężyk
- Vescovo Piotr Gembicki
- Vescovo Jan Gembicki
- Vescovo Bonawentura Madaliński
- Vescovo Jan Małachowski
- Arcivescovo Stanisław Szembek
- Vescovo Felicjan Konstanty Szaniawski
- Vescovo Andrzej Stanisław Załuski
- Arcivescovo Adam Ignacy Komorowski
- Arcivescovo Władysław Aleksander Łubieński
- Vescovo Andrzej Stanisław Młodziejowski
- Arcivescovo Kasper Kazimierz Cieciszowski
- Vescovo Franciszek Borgiasz Mackiewicz
- Vescovo Michał Piwnicki
- Arcivescovo Ignacy Ludwik Pawłowski
- Arcivescovo Kazimierz Roch Dmochowski
- Arcivescovo Wacław Żyliński
- Vescovo Aleksander Kazimierz Bereśniewicz
- Arcivescovo Szymon Marcin Kozłowski
- Vescovo Mečislovas Leonardas Paliulionis
- Arcivescovo Bolesław Hieronim Kłopotowski
- Arcivescovo Jerzy Józef Elizeusz Szembek
- Vescovo Stanisław Kazimierz Zdzitowiecki
- Cardinale Aleksander Kakowski
- Cardinale August Hlond, S.D.B.
- Cardinale Stefan Wyszyński
- Cardinale Józef Glemp
- Arcivescovo Henryk Józef Muszyński
- Arcivescovo Wojciech Polak

La successione apostolica è:
- Vescovo Radosław Orchowicz (2022)